# Шиллінгер Йосип Мойсеєвич
Йосип Мойсейович Шиллінгер, також Джозеф Шиллінгер (англ. Joseph Schillinger; (31 серпня 1895, Харків — 23 березня 1943, Нью-Йорк) — радянський та американський композитор, музичний педагог і музикознавець, насамперед відомий своєю системою музичної композиції Шиллінгера.

## Біографія
У 1917 році Йосип Шиллінгер закінчив Санкт-Петербурзьку консерваторію по класу композиції, фортепіано і диригування. Викладав композицію у Харкові з 1918 року. В 1919—1922 роках керував Українським симфонічним оркестром там же, перетвореному ним у Естрадно-симфонічний оркестр України — прообраз першого у світі симфо-джазу. В 1922—1928 роках Йосип Шиллінгер працював консультантом Народного Комісаріату освіти Петрограді, потім у Ленінграді. У 1928 році, будучи співголовою з Б. В. Асафьєвим по лінії міжнародної Асоціації музики, попрямував на стажування до США, де в Нью-Йорку жила його тітка по батькові Надія Шиллінгер. В цей же час в якості радянського резидента до Америки виїхав винахідник і музикант Л. С. Термен, який перебував у дружніх стосунках з Шиллінгером з консерваторської лави. Там вони дали ряд гучних концертів для терменвоксу (фр. — голос Термена), першого у світі безконтактного музичного синтезатора на основі електромагнітних випромінювань, винайденого Терменом. У США Йосип Шиллінгер готує ґрунт для еміграції і в 1928 році остаточно залишає СРСР, забравши з собою ноти музичних творів і особистий архів.
Йосип Шиллінгер був відомий також як поет, математик, художник, скульптор, фотограф, перший в Радянському Союзі пропагандист джазу, а також один з лідерів АСМ (Асоціації сучасної музики).
Йосип Шиллінгер був одним з помітних композиторів раннього радянського періоду. Він був другом Дмитра Шостаковича та Льва Термена. Створив один з перших академічних творів для терменвоксу (з оркестром). Емігрувавши в США, Шиллінгер майже повністю перестав складати музику, переключившись на заняття музичною теорією і педагогікою. Він був учителем Джорджа Гершвіна та Гленна Міллера, а також (за деякими даними) Бенні Гудмена, Томмі Дорсі та інших.
Теорія Шиллінгера, опублікована посмертно, становить два величезних томи (1640 сторінок) «Системи музичної композиції Шиллінгера», а також «Математичні основи мистецтв». Концепція моделей (або фігур) стала основоположною в його теорії. Ці моделі у додатку до тривалостей, висот та інших параметрів і створювали ритмічні мотиви, мелодику тощо.

## Цитати
«Всі музичні процеси — це тільки особливі випадки загальної схеми створення моделей». (Йосип Шиллінгер)